# Repslöh
Repslöh ist eine Hofschaft in Remscheid in Nordrhein-Westfalen (Deutschland).

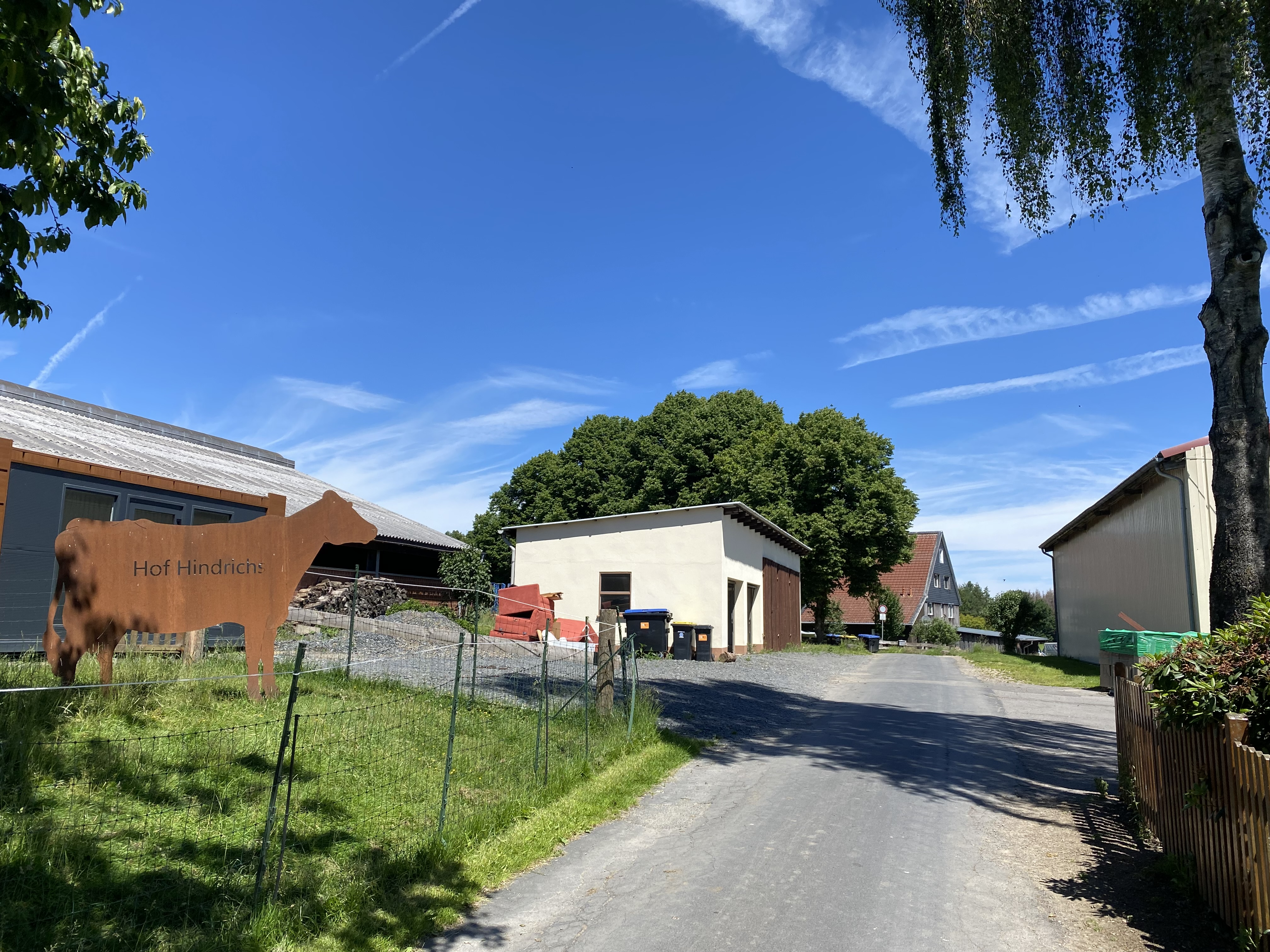
Hof in Repslöh

## Lage und Verkehrsanbindung
Repslöh liegt im südöstlichen Remscheid im statistischen Stadtteil Engelsburg des Stadtbezirks Lennep auf einem niedrigen Höhenzug zwischen den Tälern des Panzerbachs und des Feldbachs. Nachbarorte sind  Leverkusen, Eichenhof, Eichendahlerhof, Engelsburg, Oberfeldbach, Grünebirke, Dörpholz, Rademachershof und Lüdorf. Abgegangen sind die ehemaligen Nachbarorte Käsberg und Panzer. 
Der Ort ist über eine durch bauliche Maßnahmen in der Mitte getrennte Anliegerstraße von der Landesstraße 412 erreichbar, die bei Engelsburg abzweigt und über Kräwinklerbrücke auch Ober- und Niederfeldbach anbindet.

## Geschichte
Die Karte Topographia Ducatus Montani aus dem Jahre 1715 zeigt den Hof als Repslo. Im 18. Jahrhundert gehörte der Ort zum bergischen Amt Bornefeld-Hückeswagen. 1815/16 lebten sechs Einwohner im Ort. 
1832 gehörte Repslöh der Lüdorfer Honschaft an, die ein Teil der Hückeswagener Außenbürgerschaft innerhalb der Bürgermeisterei Hückeswagen war. Der laut der Statistik und Topographie des Regierungsbezirks Düsseldorf als Weiler kategorisierte Ort grenzte unmittelbar an die Lenneper Außenbürgerschaft und besaß zu dieser Zeit ein Wohnhaus und zwei landwirtschaftliche Gebäude. Zu dieser Zeit lebten 8 Einwohner im Ort, allesamt evangelischen Glaubens.

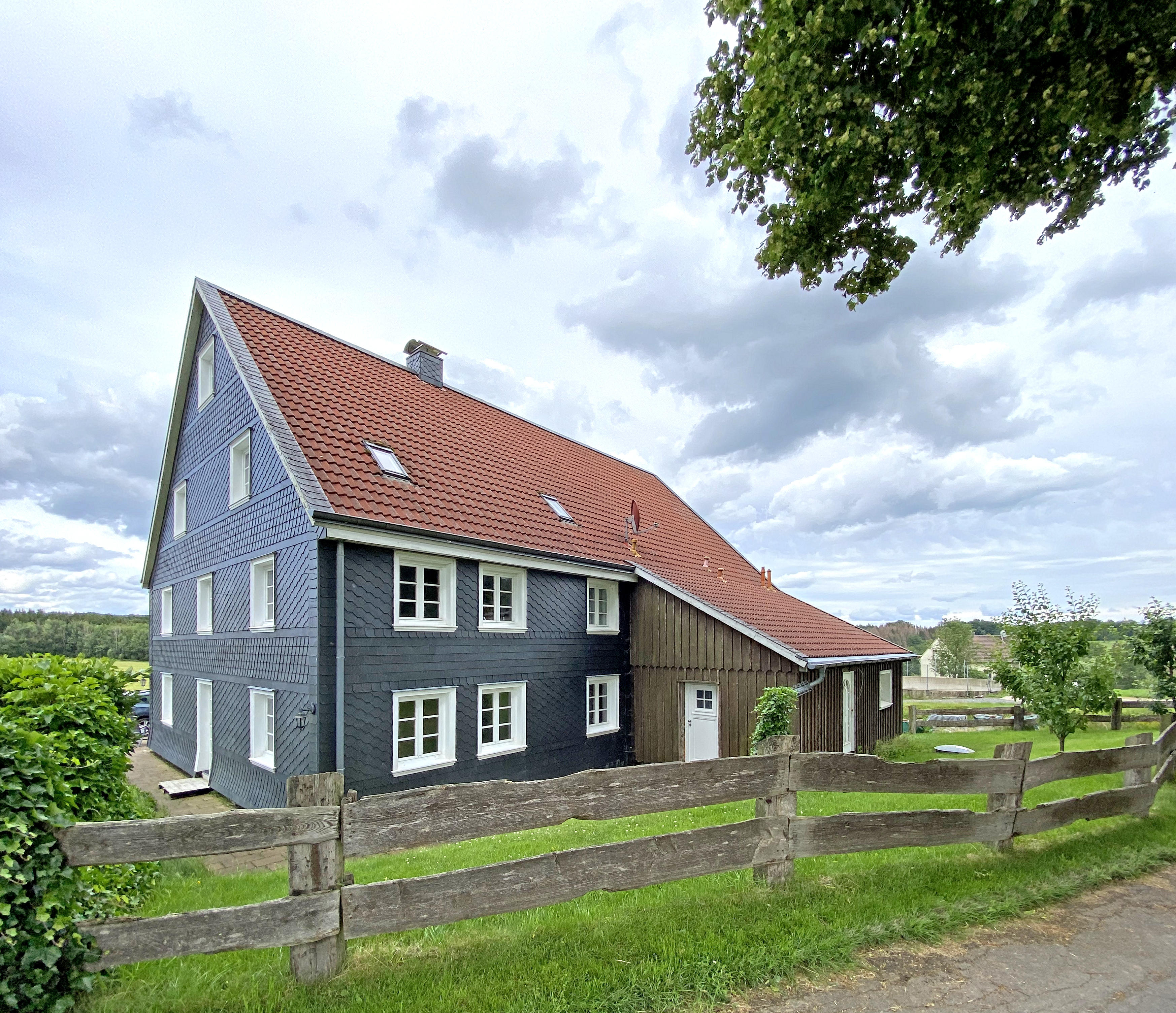
Baudenkmal Repslöh 3

Im Gemeindelexikon für die Provinz Rheinland werden für 1885 ein Wohnhaus mit sieben Einwohnern angegeben. Der Ort gehörte zu dieser Zeit zur Landgemeinde Neuhückeswagen innerhalb des Kreises Lennep. 1895 besitzt der Ort ein Wohnhaus mit neun Einwohnern, 1905 ein Wohnhaus und acht Einwohner.
Im Zuge der nordrhein-westfälischen Kommunalgebietsreform (§ 21 Düsseldorf-Gesetz) wurde am 1. Januar 1975 der östliche Bereich um Bergisch Born mit dem Hof Repslöh aus der Stadt Hückeswagen herausgelöst und in die Stadt Remscheid eingegliedert.
Das Haus Repslöh 3 ist ein eingetragenes Baudenkmal in der Stadt Remscheid.